# Sphere (banda)
Sphere (スフィア - Sufia) é uma banda Japonesa formada por 4 seiyūs (dubladores) gerenciada pela Sony Music Entertainment.

## Membros
| Nome            | Data do Nascimento               | Cor (imagen) |
| --------------- | -------------------------------- | ------------ |
| Minako Kotobuki | 17 de setembro de 1991 (33 anos) | Lilás        |
| Ayahi Takagaki  | 25 de outubro de 1985 (39 anos)  | Rosa         |
| Haruka Tomatsu  | 4 de fevereiro de 1990 (35 anos) | Laranja      |
| Aki Toyosaki    | 28 de outubro de 1986 (38 anos)  | Verde        |

## História

### 2009
- 15 de Fevereiro - Forma-se o grupo Sphere durante o evento "Music Rayn Girls Haru no Choko Matsuri".
- 4 de Março - É criado o programa de rádio Pl@net Sphere (web radio).
- 22 de Abril - O grupo lança seu primeiro single Future Stream, tema musical do anime sora no manimani.
- 17 de Maio - Realiza seu primeiro solo live, Sphere 1st Stream.
- 29 de Julho - Lança seu segundo single Super Noisy Nova.
- 30 de Agosto - Realiza o live Shake X Sphere.
- 27 de Setembro - Se apresenta no live show Lantis Matsuri.
- 13 de Outubro - É criado o web site do grupo para telefone celulares japoneses.
- 25 de Novembro - Lança seu terceiro single Kaze wo atsumete / Brave my heart.
- 23 de Dezembro - Lança seu primeiro álbum, A.T.M.O.S.P.H.E.R.E.

### 2010
- 10 de Janeiro - Realiza o live Sphere Colorful Concert.
- 18 de Abril a 25 de Julho - Realiza sua primeira turnê, Sphere's rings live tour 2010.
- 21 de Abril - Lança o sinle REALOVE:REALIFE, tema musical do anime Ichiban Ushiro no Daimaoh
- 25 de Julho - O último live da turnê Sphere's rings live tour 2010 é apresentado ao vivo na versão 3D em diversos cinemas japoneses.
- 28 de Julho - Lança o single Now loading...SKY!!.
- 28 de Agosto - Tem participação no maior show de anisong do Japão, o  Animelo Summer Live 2010 -evolution-.
- 20 de Outubro - Lança o single MOON SIGNAL, tema musical do anime Otome Youkai Zakuro.
- 23 de Novembro - Realiza seu live no Nihon Budoukan,(sphere ON LOVE,ON Nihon Budoukan).

### 2011
- 1 de Janeiro - Lança seu primeiro live DVD/BD.
- 16 de Março - Lança seu segundo álbum, Spring is here.

(evento de lançamento desse álbum foi cancelado devido ao terremoto no norte do Japão no dia 11 de Março)
- 17 de Abril - Live Spring Party is HERE！ no Makuhari Messe (previsão).
- A partir de Julho começam o seu programa de televisão na rede Nihon TV.

## Músicas

### Singles
|    | Título                               | Lançamento            | Trabalho                             |
| -- | ------------------------------------ | --------------------- | ------------------------------------ |
| 1  | Future Stream                        | 22 de Abril, 2009]]   | (Anime) Hatsukoi Limited             |
| 2  | Super Noisy Nova                     | 29 de Julho, 2009     | (Anime) Sora no manimani             |
| 3  | Kaze wo atsumete/Brave my heart      | 25 de Novembro, 2009  | (Game) Ragnarok Online               |
| 4  | REALOVE:REALIFE                      | 21 de Abril, 2010     | (Anime) Ichiban Ushiro no Daimaoh    |
| 5  | Now loading...SKY!!                  | 28 de Julho, 2010     | (Anime) Asobi ni Ikuyo!              |
| 6  | MOON SIGNAL                          | 20 de Outubro, 2010   | (Anime) Otome Youkai Zakuro          |
| 7  | Hazy                                 | 11 de Maio, 2011      | (Anime) Hana saku Iroha              |
| 8  | LET・ME・DO!!                        | 27 de Julho, 2011     | (Programa de variedades Sphere Club) |
| 9  | HIGH POWERED                         | 26 de Outubro, 2011   | (Anime) Shinryaku! Ika musume        |
| 10 | Non stop road                        | 25 de Abril, 2012     | (Anime) Natsuiro Kiseki              |
| 11 | Pride on Everyday                    | 07 de novembro, 2012  |                                      |
| 12 | GENESIS ARIA                         | 01 de maio, 2013      |                                      |
| 13 | Sticking Places                      | 27 de novembro, 2013  |                                      |
| 14 | Eternal Tours                        | 26 de fevereiro, 2014 |                                      |
| 15 | Kasuka na Hisoka na Tashika na Mirai | 14 de maio, 2014      |                                      |
| 16 | Jounetsu CONTINUE                    | 11 de fevereiro, 2015 |                                      |
| 17 | vivid brilliant door!                | 15 de julho, 2015     |                                      |
| 18 | DREAMS, Count down!                  | 14 de outubro, 2015   |                                      |
| 19 | My Only Place                        | 11 de novembro, 2016  |                                      |

### Álbum
|   | Título              | Lançamento             | Música |
| - | ------------------- | ---------------------- | --- |
| 1 | A.T.M.O.S.P.H.E.R.E | 23 de Dezembro de 2009 | - 01: Future Stream - 02: Hontou dakara komarunda - 03: PRINCESS CODE - 04: Treasures!! - 05: Kimi no sora ga hareru made - 06: Rakugaki Dictionary - 07: Dangerous girls - 08: Dream sign - 09: Super Noisy Nova - 10: Joyful×Joyful - 11: Sa Yo Na Ra SEE YOU - 12: A.T.M.O.S.P.H.E.R.E                                                          |
| 2 | pring is here       | 16 de Março de 2011    | - 01: Spring is here - 02: Now loading...SKY!! - 03: Kimi ga Taiyou - 04: REALOVE:REALIFE - 05: Congratulations!! - 06: Tenohira ni yume - 07: Kaze wo atsumete - 08: Kattena Seichouki - 09: MOON SIGNAL - 10: By MY PACE!! - 11: Brave my heart - 12: Climax Whistle - 13: Musou Record - 14: Niji wo kaketsukeru Senritsu                       |
| 3 | Third Planet        | 11 de Julho de 2012    | - 01: LET・ME・DO!! - 02: Hazy - 03: Planet Freedom - 04: Hello, my love - 05: Non stop road - 06: Stop Motion - 07: Neo Eden - 08: HIGH POWERED - 09: Feathering me, Y/N? - 10: Niji iro no Yakusoku - 11: Ashita he no kaerimichi - 12: GO AHEAD!!                                                                                               |
| 4 | 4 Colors for You    | 25 de Junho de 2014    | - 01. Eternal Tours - 02: Sticking Places - 03: STAR'S ELEMENT - 04: GENESIS ARIA - 05: Rinkaku no Nai Mirai e to - 06: Time Machine - 07: synchronicity - 08: Jolly Dolly’s Music!!! - 09: Watashi♪NOTE to # Pencil - 10: Kasuka na Hisoka na Tashika na Mirai - 11: Ding! Dong! Ding! Dong! - 12: Pride on Everyday - 13: NEVER ENDING PARTY!!!! |

## Live / Eventos
| Ano              | Participação | Título                                               | Data / Local | |
| ---------------- | ------------ | ---------------------------------------------------- | --- | --- |
| 2009             | Debut Event  | Music Rain girls Haru no choko matsuri               | 15 de Fevereiro (Hamarikyu Hall) | |
| 2009             | Sphere Live  | Sphere 1st Stream - Sphere & Anime no Ongakukai      | 17 de Maio (Nihon Seinenkan) | |
| 2009             | Sphere Live  | Shake X Sphere - Natsu no Yoru no Yume               | 30 de Agosto (JCB Hall) | |
| 2009             | Evento       | Lantis Matsuri                                       | 27 de Setembro (Fuji-Q Highland) | |
| 2009             | Convidado    | TOKYO ASIA MUSIC MARKET                              | 23 de Outubro (Shinagawa Stella Hall) | |
| 2009             | Convidado    | RAGNAROK World Championship 2009                     | 1 de Novembro (Pacific Yokohama) | |
| 2010             | Sphere Live  | Sphere Colorful Concert                              | - 10 de Janeiro (C.C.Lemon Hall) - 31 de Janeiro (Kanagawa Kenmin Hall) | |
| 2010             | Live Tour    | 〜Sphere's rings live tour 2010〜                    | - 18 de Abril (Tokyo Kokusai Forum) - 25 de Abril (Tokushima Shimin Bunka Center) - 16 de Maio (Fukuoka Kokusai Kaigijo) - 23 de Maio (Aichi ken Geijitsu Gekijou) - 16 de Junho (ZEPP Osaka) - 20 de Junho (Sapporo Factory Hall) - 11 de Julho (Osaka Jou Ongaku Dou) - 25 de Julho (NHK Hall) | |
| 2010             | Convidado    | Animelo Summer Live 2010 -evolution-                 | 28 de Agosto (Saitama Super Arena) | |
| 2010             | Sphere Live  | Sphere Live 2010「sphere ON LOVE,ON Nihon Budoukan」 | 23 de Novembro (Nihon Budoukan) | |
| 2010             | Evento       | Sphere to sugosu ichinichi okure (Festa de Natal)    | 26 de Dezembro (Tokyo) | |
| 2010             | 2011         | Sphere Members solo live                             | - Aki Toyosaki - Ayahi Takagaki - Haruka Tomatsu - Minako Kotobuki | - 29 de Janeiro (Nakano Sunplaza) - 29 de Janeiro (Nakano Sunplaza) - 30 de Janeiro (Nakano Sunplaza) - 30 de Janeiro (Nakano Sunplaza) |
| Sphere Live      | 2011         | Spring Party is HERE!                                | 17 de Abril (Makuhari Messe) | |
| Sphere Live 2011 | 2011         | Athletic Harmonies - Climax Stage                    | - 17 de Setembro (Yoyogi Kyougijo) - 18 de Setembro (Yoyogi Kyougijo) | |
| 2012             | 2011         | Live Tour 2012                                       | Sphere's orbit live tour 2012 | - 15 de Abril (Nagoya Century Hall) - 28 de Abril (Yokohama Arena) - 29 de Abril (Yokohama Arena) - 20 de Maio (ZEPP Sendai) - 26 de Maio (Grand Cube Osaka) - 27 de Maio (Grand Cube Osaka) - 2 de Junho (Tokushima Shiritsu Bunka Center) - 17 de Junho (Shizuoka Convention Center) - 15 de Julho (ZEPP Sapporo) - 11 de Agosto (Kanagawa Kenmin Hall) - 12 de Agosto (Kanagawa Kenmin Hall) - 19 de Agosto (Fukuoka Convention Center) |